# Ivan Quaranta
Ivan Quaranta (Crema, 14 december 1974) is een Italiaans voormalig wielrenner, die vooral massasprints won. De meeste zeges boekte hij in kleinere etappewedstrijden, maar hij heeft ook zes etappes in de Ronde van Italië op zijn naam geschreven. Vanwege zijn hoge snelheid is zijn bijnaam il ghepardo (het jachtluipaard).

## Carrière
Quaranta reed vooral voor kleinere Italiaanse ploegen, die geen startbewijs kregen voor de Ronde van Frankrijk. Hij heeft aan de meest prestigieuze wielerwedstrijd ter wereld dan ook nooit deelgenomen. In 2003 reed hij bij een grotere ploeg, Saeco, maar mocht hij van de ploegleiding niet uitkomen in de Tour vanwege een vormcrisis. Dat was voor hem reden om te vertrekken bij Saeco en zijn heil te zoeken bij Formaggi Pinzolo Fiavè.
Voor zijn profcarrière werd hij bij de junioren al eens wereldsprintkampioen in het baanwielrennen. Ook gedurende zijn profcarrière bleef hij actief baanwielrenner en won onder andere drie maal de Zesdaagse van Turijn.
Quaranta was in 2008 ploegmaat van Valentino Fois. Samen met hem trainde hij voor de Wielerweek van Lombardije, toen Fois eind maart door zijn moeder thuis dood werd aangetroffen.

## Overwinningen
1998
- 1e etappe Ronde van Normandië
- 4e etappe Olympia's Tour

1999
- 2e etappe Driedaagse van De Panne
- 1e etappe Ronde van Italië
- 11e etappe Ronde van Italië

2000
- 7e etappe Ronde van Langkawi
- 8e etappe Ronde van Langkawi
- 11e etappe Ronde van Langkawi
- 3e etappe Wielerweek van Lombardije
- 1e etappe Ronde van Italië
- 10e etappe Ronde van Italië

2001
- Zesdaagse van Turijn
- 7e etappe Ronde van Langkawi
- 1e etappe Internationale Wielerweek
- 5e etappe Ronde van Italië
- 16e etappe Ronde van Italië
- 3e etappe Ronde van Nederland
- Zesdaagse van Fiorenzuola d'Arda

2002
- Zesdaagse van Turijn
- 1e etappe Ronde van Qatar
- 5e etappe Ronde van Zweden
- 2e etappe deel a Regio Tour International
- Dwars door Gendringen

2003
- 4e etappe Ronde van Qatar
- 3e etappe Internationale Wielerweek
- 4e etappe Ronde van Duitsland
- 1e etappe Brixia Tour

2004
- Zesdaagse van Turijn
- 6e etappe Ronde van Langkawi
- 3e etappe Wielerweek van Lombardije

2007
- Italiaans kampioenschap ploegsprint (met Marco Brossa en Roberto Chiappa)
- 4e etappe Wielerweek van Lombardije

## Resultaten in voornaamste wedstrijden
| Jaar | Ronde van Italië | Ronde van Frankrijk | Ronde van Spanje |
| ---- | ---------------- | ------------------- | ---------------- |
| 1999 | opgave (2)       |                     |                  |
| 2000 | opgave (2)       |                     |                  |
| 2001 | 129e (2)         |                     |                  |
| 2002 | opgave           |                     | opgave           |
| 2003 |                  |                     | opgave           |
| 2004 | opgave           |                     |                  |
| 2005 | opgave           |                     |                  |

| Jaar | Milaan-San Remo |
| ---- | --------------- |
| 1999 |                 |
| 2000 | 181e            |
| 2001 |                 |
| 2002 |                 |
| 2003 |                 |
| 2004 |                 |
| 2005 |                 |

Wielerploegen van Ivan Quaranta
Baldinger ·
Brasi ·
Calzavara ·
Celestino ·
Chaurreau ·
Crepaldi ·
Gianetti · 
Gualdi · 
Guerini ·
Guesdon · 
Imanaka ·
Leblanc ·
Lombardi ·
Oesjakov ·
Pianegonda ·
Quaranta ·
D. Rebellin ·
S. Rebellin ·
Totschnig ·
de Vries ·
Colleoni (stagiair) ·
Sacchi (stagiair) ·
Valoti (stagiair)
Atienza ·
Baldinger ·
Brasi ·
Cassani ·
Celestino ·
Chaurreau ·
Colleoni ·
Crepaldi · 
Gualdi · 
Guerini ·
Imanaka ·
Jaksche · 
Leblanc ·
Merckx ·
Oesjakov ·
Quaranta ·
Sacchi ·
Valoti ·
de Vries ·
Ferronato (stagiair) ·
Vainšteins (stagiair) ·
Zinetti (stagiair) 
Bertolini ·
Calzolari ·
Dalla Valle ·
De Nobile ·
Faustini ·
Fioroni ·
Giroletti ·
Gualdi ·
Lelekin ·
Manzoni ·
Paluan ·
Quaranta ·
Ragnetti ·
Recinella ·
Richard  ·
Scalmana ·
Scotti ·
Spezialetti ·
Strazzer ·
Tebaldi ·
Trombetta ·
Valoti ·
Righi (stagiair) ·
Štangelj (stagiair)
Arazzi ·
Baldo ·
Berzin ·
Bosi ·
Gadenz ·
Gobbi ·
D. Gualdi ·
M. Gualdi ·
Jones ·
Kadlec ·
Lelekin ·
Manzoni ·
Masciarelli (tot 30/05) ·
Miorin ·
Ongarato ·
Parfimovitsj ·
Quaranta ·
Recinella ·
Roux (tot 15/04) ·
Scotti (tot 30/04) ·
Serina ·
Valoti ·
Brendolin (stagiair) ·
Vecchi (stagiair)
Andriotto · Auriemma · Battistel · Battiston · Brognara · Galli · Guerra · Hervé · Magnani · Manzoni · Oesjakov · Quaranta · Righi · Salomone · Serina · Serri · Valoti · Villa · Zinetti · Falzarano (stagiair) · Giannini (stagiair)
Andriotto · 
Barattero · 
Battiston · 
Di Grande (tot 04/07) · 
Elli · 
Ferrari ·
Galli · 
Giannini · 
Guerra ·
Hamburger · 
Lanfranchi · 
Magnani ·
Manzoni ·
Quaranta ·
Righi · 
Salomone · 
Savoldelli ·
Scotti ·
Serina · 
Serri · 
G. Valoti ·
P. Valoti · 
Villa · 
Zinetti
Astarloa  · Bertagnolli · Bonomi · Bucciero · Celestino · Commesso · Cunego · Di Luca · Fornaciari · Fuentes · Galletti · Gavazzi · Glomser · Ludewig · Pepoli · Pieri · Pugaci · Quaranta · Sabaliauskas · Sacchi · Sjefer · Simoni · Spezialetti · Tonti · Zanini · Caccia (stagiair) · Loosli (stagiair) · Marget (stagiair)
Andrenacci ·
Axelsson ·
Cappè ·
Cedroni ·
Di Grande ·
Golčer ·
Gualdi ·
Laverde ·
Lelekin ·
Manzoni ·
Mervar ·
Muraglia ·
Quaranta ·
Recinella ·
Serina ·
Sulpizi ·
Tribisonna ·
Villa ·
Proni (stagiair) 
Belli ·
Bertolini · 
Bonfanti · 
Borghi ·
Cadamuro · 
Celestino ·
Cortinovis ·
Fertonani ·
Furlan ·
Ghisalberti ·
Gobbi ·
Grigoli ·  
Hontsjar ·
Hryvko · 
Iglinski · 
Ivanov ·
Jurčo ·
Lorenzetto ·  
Ludewig ·
Noeritdinov ·
Quaranta ·
Rigotto ·
Solari ·
Valoti ·
Vanotti ·
Visconti ·
Djoedja (stagiair) ·
Scognamiglio (stagiair) ·
Zagorodni (stagiair)